# Scottish Premier Division 1980/81
Die Scottish Football League Premier Division wurde 1980/81 zum sechsten Mal ausgetragen. Es war zudem die 84. Austragung einer höchsten Fußball-Spielklasse innerhalb der Scottish Football League, in der der Schottische Meister ermittelt wurde. In der Saison 1980/81 traten 10 Vereine in insgesamt 36 Spieltagen gegeneinander an. Jedes Team spielte jeweils zweimal zu Hause und auswärts gegen jedes andere Team. Es galt die 2-Punkte-Regel. Bei Punktgleichheit zählte die Tordifferenz.
Die Meisterschaft gewann zum insgesamt 32. Mal in der Vereinsgeschichte Celtic Glasgow. Celtic qualifizierte sich damit als Meister für die folgende Europapokal der Landesmeister Saison-1981/82. Der Zweit- und Fünftplatzierte, FC Aberdeen und Dundee United qualifizierten sich für den UEFA-Pokal. Als Pokalsieger qualifizierten sich die Glasgow Rangers für den Europapokal der Pokalsieger. Der FC Kilmarnock und Heart of Midlothian stiegen am Saisonende in die First Division ab. Mit 23 Treffern wurde Frank McGarvey von Celtic Glasgow Torschützenkönig.

## Vereine
| Verein              | Stadt      | Stadion           |
| ------------------- | ---------- | ----------------- |
| Airdrieonians FC    | Airdrie    | Broomfield Park   |
| Celtic Glasgow      | Glasgow    | Celtic Park       |
| FC Aberdeen         | Aberdeen   | Pittodrie Stadium |
| FC Kilmarnock       | Kilmarnock | Rugby Park        |
| FC St. Mirren       | Paisley    | Love Street       |
| Dundee United       | Dundee     | Tannadice Park    |
| Glasgow Rangers     | Glasgow    | Ibrox Park        |
| Greenock Morton     | Greenock   | Cappielow Park    |
| Heart of Midlothian | Edinburgh  | Tynecastle Park   |
| Partick Thistle     | Glasgow    | Firhill Stadium   |

## Statistik

### Abschlusstabelle
| Pl. | Verein                  | Sp. | S  | U  | N  | Tore    | Diff. | Punkte |
| --- | ----------------------- | --- | -- | -- | -- | ------- | ----- | ------ |
| 1.  | Celtic Glasgow (P)      | 36  | 26 | 4  | 6  | 084:370 | +47   | 56:16  |
| 2.  | FC Aberdeen (M)         | 36  | 19 | 11 | 6  | 061:260 | +35   | 49:23  |
| 3.  | Glasgow Rangers         | 36  | 16 | 12 | 8  | 060:320 | +28   | 44:28  |
| 4.  | FC St. Mirren           | 36  | 18 | 8  | 10 | 056:470 | +9    | 44:28  |
| 5.  | Dundee United (L)       | 36  | 17 | 9  | 10 | 066:420 | +24   | 43:29  |
| 6.  | Partick Thistle         | 36  | 10 | 10 | 16 | 032:480 | −16   | 30:42  |
| 7.  | Airdrieonians FC (N)    | 36  | 10 | 9  | 17 | 036:550 | −19   | 29:43  |
| 8.  | Greenock Morton         | 36  | 10 | 8  | 18 | 036:580 | −22   | 28:44  |
| 9.  | FC Kilmarnock           | 36  | 5  | 9  | 22 | 023:650 | −42   | 19:53  |
| 10. | Heart of Midlothian (N) | 36  | 6  | 6  | 24 | 027:710 | −44   | 18:54  |

Platzierungskriterien: 1. Punkte – 2. Tordifferenz – 3. geschossene Tore

| Saison 1980/81 |

| Zum Saisonende 1979/80 |                                   |
| (M)                    | Meister des Vorjahres             |
| (P)                    | Pokalsieger des Vorjahres         |
| (L)                    | Ligapokalsieger des Vorjahres     |
| (N)                    | Aufsteiger aus der First Division |

## Die Meistermannschaft von Celtic Glasgow
(Berücksichtigt wurden alle Spieler die im Kader für die Saison 1980/81 standen.)
| 1. | Celtic Glasgow |
|    | - Tor: Pat Bonner, Peter Latchford - Abwehr: Tom McAdam, Roddie MacDonald, Gary McGinnis, Danny McGrain, David Moyes, Mark Reid - Mittelfeld: Roy Aitken, Tommy Burns, Mike Conroy, Johnny Doyle, David Kenny, Murdo MacLeod, David Provan, Dom Sullivan - Angriff: Danny Crainie, Bobby Lennox, George McCluskey, Frank McGarvey, Charlie Nicholas - Trainer: Billy McNeill |